# 同時履行抗辯權
同時履行抗辯權（德語：Einrede des nicht erfüllten Vertrags）是抗辯權的一種，指雙務契約中当事人之一方於他方未為對待給付前，可以拒絕提出自己的給付的权利。
舉例而言，甲、乙間訂立一個買賣契約，其內容為甲願以100萬元向乙購買A車，此時在甲未提出100萬元的給付以前，乙可以行使同時履行抗辯，拒絕將A車交付給甲。此原則之法理，乃基於當事人間的公平，並作為一種壓力工具，確保當事人的債權能夠獲得實現，避免造成無謂的損失。然而此抗辯權僅能在他方給付前行使，倘他方已提出給付則不能再行使，故其屬於「一時性抗辯」，而非如同消滅時效此種「永久性抗辯」。

## 程序問題
在訴訟上，民事訴訟基於辯論主義之作用，同時履行抗辯必須當事人於事實審言詞辯論終結前提出，否則法院將不會予以審酌，不會因為該權利的存在而當然發生抗辯之效果，法院亦不會依職權加以調查該權利是否存在。然而在此非謂同時履行抗辯一定要在訴訟上為之，在訴訟外亦得主張，無需以訴為之。故債務人雖然在訴訟外主張同時履行抗辯，但經由當事人的陳述可知債務人已經行使同時履行抗辯權時，法院亦應就此審酌之。

## 各地規定

### 臺灣
而就同時履行抗辯權之規範，中華民國的《民法》第264條規定：「因契約互負債務者，於他方當事人未為對待給付前，得拒絕自己之給付。但自己有先為給付之義務者，不在此限。（第一項）他方當事人已為部分之給付時，依其情形，如拒絕自己之給付有違背誠實及信用方法者，不得拒絕自己之給付。（第二項）」

### 中國
《中华人民共和国民法典》第五百二十五条
当事人互负债务，没有先后履行顺序的，应当同时履行。一方在对方履行之前有权拒绝其履行请求。一方在对方履行债务不符合约定时，有权拒绝其相应的履行请求。

### 日本
《日本民法典》第533條：「双務契約の当事者の一方は、相手方がその債務の履行を提供するまでは、自己の債務の履行を拒むことができる。ただし、相手方の債務が弁済期にないときは、この限りでない。」

## 行使要件
同時履行抗辯的行使須符合下列要件：
- 雙方當事人基於同一契約互負對價債務
- 雙方互負之債務均屆清償期
- 被請求之一方無先為給付之義務
- 他方當事人未為對待給付

## 效力

### 實體法上之效力
- 排除給付遲延責任

同時履行抗辯的行使將會排除給付遲延的效力，然而是否須當事人行使才會發生此等效力，學說上主要有兩說，其中一說認為，只要該抗辯權存在，不需要當事人行使即可排除遲延責任。另一說則認為，此抗辯權須經當事人行使，才會發生排除遲延責任的效果。就此二說，台灣最高法院於50年台上1550號判例 中表示：「債務人享有同時履行抗辯權者，在未行使此抗辯權以前，仍可發生遲延責任之問題，必須行使以後始能免責。」可知台灣實務採取後說，但當事人行使同時履行抗辯後，已經發生的遲延責任會受到抗辯權行使的影響，抗辯權的行使並溯及排除已發生的遲延責任。(最高法院九十三年度台上字第一九一七號民事判決)
- 與抵銷之關係

同時履行抗辯本身具有擔保的作用，為了避免相對人同時履行抗辯遭到剝奪，故德國民法390條規定：「附抗辯權之債權不得以之供抵銷；...」然而台灣民法中卻未有如此之規定，其337條僅規定：「債之請求權雖經時效而消滅，如在時效未完成前，其債權已適於抵銷者，亦得為抵銷。」並未明文規定附抗辯權的債權不能抵銷，然而最高法院於92年台上字118號判決 中表示：「按二人互負債務，而其給付種類相同，並均屆清償期者，各得以其債務與他方之債務，互為抵銷，但依債之性質不能抵銷或依當事人之特約不得抵銷者不在此限，民法第三百三十四條第一項定有明文，而主動債權之附有同時履行抗辯權者，性質上即不許抵銷，否則無異剝奪對方之抗辯權。...」可知台灣實務上亦認為，附有同時履行抗辯的債權不能供作抵銷。
- 與消滅時效之關係

另外，同時履行抗辯的存在並不會影響消滅時效的進行。若對待給付已經罹於消滅時效，仍無礙同時履行抗辯的行使。

### 程序法上之效力
在台灣的法院實務中，若當事人行時同時履行抗辯，且法院認為有理由時，法院將會下一個附對待給付的判決，亦即其判決主文將會表示為類似「被告應於原告提出買賣價金新台幣XXX元後將A物交付給原告」的這種型態。而就此種判決原告若欲聲請對被告為強制執行，依台灣《強制執行法》第4條第2項之規定：「執行名義附有條件、期限或須債權人提供擔保者，於條件成就、期限屆至或供擔保後，始得開始強制執行。」故附有同時對待給付之裁判，就原告訴請判決之訴訟標的而言，雖仍不失為全部勝訴，但原告未為給付前，不得就被告應有之給付聲請強制執行。而就主文中「附對待給付之部份」（亦即上例中「原告提出買賣價金新台幣XXX元」之部分）並沒有既判力，也沒有執行力，故被告不能據此對原告聲請強制執行。而且在原告取得此種判決之情況下，雖然是得到全部勝訴，但原告對此判決仍可上訴，採取實質不服說，亦即當事人可以藉由上訴獲得更有利的判決即可，而非採取形式不服說。且上訴人雖僅就命其對待給付部分，提起上訴，惟命為對待給付之判決，係將本案給付附加對待給付之條件，對待給付並非訴訟標的，本案給付始為訴訟標的，故本案給付與對待給付具有不可分之關係，對待給付部分如無可維持，本案給付部分應併予廢棄。

## 與留置權之比較
同時履行抗辯權和留置權 二者皆具有擔保債權能夠獲得實現的作用，都是基於當事人間公平的理念而來，但二者間在性質和效力上仍有所不同：
- 權利種類不同

同時履行抗辯權為債權的一種，基於契約相對性，其僅能於契約當事人間主張；留置權則屬於物權的一種，基於物權的對世性，故其得對任何人主張。
- 發生原因不同

同時履行抗辯的方生必須基於雙務契約而來；而留置權的發生則不以雙務契約為限，只要其所擔保之物權與留置物間具有牽連關係即可。
- 標的不同

同時履行抗辯的標的不限於動產，不動產亦可為其標的；留置權的標的則僅限於動產。
- 可否供擔保而消滅

同時履行抗辯不會因為債務人提供擔保而消滅；留置權則得因債務人提供相當之擔保而消滅。